# Inner Spectrum
Inner Spectrum es el primer álbum de estudio del grupo estadounidense Ace Spectrum. Fue publicado en abril de 1974 a través del sello discográfico Atlantic Records.

## Grabación y producción
Producido por Tony Silvester y Ed Zant, Inner Spectrum se grabó en los estudios RCA, en la ciudad de New York, por Dick Baxter; y en los estudios Mediasound, en la ciudad de New York, por Tony Bongiovi. La mezcla del álbum se llevó a cabo en los estudios Sigma Sound, en Filadelfia, Pensilvania, por Kenny Present, mientras que la masterización se llevó a cabo en los estudios Atlantic, en la ciudad de New York, por Dennis King.

## Recepción de la crítica
Un escritor no especificado de Billboard escribió: “El nuevo grupo muestra una habilidad notable como unidad armonizadora tanto en material original como en las obras de algunos de los mejores escritores de la escena soul actual. Uno de los pocos grupos nuevos que muestra su voluntad de alejarse de la ‘técnica de la voz alta’ tan popular y, desafortunadamente, tan a menudo aburrida en el soul actual”.

## Lista de canciones
| Lado uno |                                  |                                            |          |  |
| N.º      | Título                           | Escritor(es)                               | Duración |  |
| 1.       | «Don't Send Nobody Else»         | Nickolas Ashford Valerie Simpson           | 5:00     |  |
| 2.       | «Don't Let Me Be Lonely Tonight» | James Taylor                               | 4:22     |  |
| 3.       | «If You Were There»              | Ernie Isley O'Kelly Isley Jr. Marvin Isley | 4:00     |  |
| 4.       | «Moving On»                      | Rudy Gay Aubrey Johnson                    | 4:19     |  |

| Lado dos |                               |                 |          |  |
| N.º      | Título                        | Escritor(es)    | Duración |  |
| 1.       | «Pickup»                      | Ed Zant Johnson | 3:02     |  |
| 2.       | «Me and My Love»              | Johnson         | 3:31     |  |
| 3.       | «Easy»                        | Dennis Leroux   | 3:58     |  |
| 4.       | «I Don't Want to Play Around» | Zant Johnson    | 7:33     |  |

## Créditos y personal
Créditos adaptados desde las notas de álbum de Inner Spectrum.
Ace Spectrum
- Elliot Isaac – voces
- Aubrey Johnson – voces
- Rudy Gay – voces
- Ed Zant – voces

Personal técnico
- Tony Silvester – productor
- Ed Zant – productor
- Bert DeCoteaux – arreglos, conductor
- Dick Baxter – ingeniero de audio
- Tony Bongiovi – ingeniero de audio
- Kenny Present – mezclas
- Dennis King – masterización
- Peter Palombi – ilustración
- Armen Kachaturian – fotografía (contraportada)
- Basil Pao – diseño
- Bob Defrin – director artístico

## Posicionamiento
| Gráfica (1974)                                  | Pico de posición |
| ----------------------------------------------- | ---------------- |
| Estados Unidos (Billboard Soul LP's)            | 28               |
| Estados Unidos (Cash Box Top 100 Albums Cont'd) | 154              |
| Estados Unidos (Record World Album Chart)       | 168              |
| Estados Unidos (Record World R&B LP Chart)      | 20               |